# Sarajevska sahat-kula
Sarajevska sahat-kula se nalazi u blizini Gazi Husrev-begove džamije i jedna je od najvećih u Bosni i Hercegovini. Sagrađena je u 17. stoljeću. Poslije požara 1697. godine kada je spaljena pod naletom Eugena Savojskog, sahat-kula je obnovljena, kao i 1762.